# Karlag
Karlag (Abréviation de Karaganda Lager, Camp N° 99) était un camp de travail pénitentiaire (camp de Karaganda de rééducation par le travail, en russe : Карагандинский исправительно-трудовой лагерь, Карлаг), situé dans l'oblys de Karaganda. Il fut l'un des plus grands camps de travail du Goulag à l'époque de l'URSS.
Environ 800 000 personnes y furent détenues au cours de son histoire[réf. nécessaire]. Construit sous Staline, dans le village de Dolinka, à environ 50 km au sud-ouest de Karaganda, le camp de travail couvrait 60 000 km2.
Des personnes de diverses nationalités ont transité par ce camp,, comme Margarete Buber-Neumann ; ainsi que des républicains espagnols.

## Description générale
Les prisonniers arrivèrent dès 1932 et construisirent le camp. Le calcul du nombre total de la population pénitentiaire est rendue difficile en raison de l’étendue du camp et de la confusion existante entre le centre de Dolinskoï et le vaste complexe extérieur.

## Enfants au Karlag
Au Karlag étaient envoyés les enfants des « ennemis du peuple ». Nombre d'entre eux n'ont pas survécu à cause des conditions de détention très dures. Déshabillés et répartis, les enfants dormaient sur des nattes de roseau.
Pour les femmes enceintes, la peine prononcée n’était pas différée. Le 1er janvier 1938, parmi les 2103 femmes arrivées au Karlag, 655 étaient des femmes enceintes et des mères allaitantes. En 1941, 108 femmes enceintes sont arrivées. Dans le groupe des mères allaitantes, il était interdit de prendre des enfants dans ses bras. Il était permis de changer les couches mouillées.
En 1939, il y avait 451 jeunes dans le camp, 114 enfants sont morts en un an.
Dans les années 1940-1941, 1048 enfants naissent à Karlag et dans les années 1950-1952, 1713 enfants. 576 enfants sont hébergés dans 5 maisons pour enfants.
Sur le territoire de Karlag, il existait une moissonneuse pour enfants, un orphelinat d'Osakarov, un orphelinat de Dolinsky, une maison de bébé dans le département sanitaire et médical, 18 jardins d'enfants et une crèche. À l'âge de quatre ans, les enfants ont été envoyés à l'orphelinat Osakarovsky. La séparation avec les enfants a conduit les femmes au désespoir, certaines sont devenues folles.
Les femmes enceintes ont été examinées par des médecins et envoyées dans les services de maternité. Pendant la période d'allaitement, les mères emprisonnées travaillaient dans des potagers situés à proximité et, l'hiver, dans l'atelier de couture où elles vivaient. Les femmes étaient obligées de travailler 10 heures ou plus pour pouvoir bénéficier de l'alimentation du nourrisson. Souvent, le lait des femmes épuisées et à moitié émaciées tarissait, à la suite de quoi des bébés mouraient. Selon les données archivistiques, le taux de mortalité des enfants dans les orphelinats de Karlag est élevé. Ainsi, pour 1941 - 1944, 924 enfants sont morts et pour 1950-1952 - 1130.
Le 22 août 1950, le gouvernement de l'URSS décréta la libération des femmes condamnées pendant la grossesse et des femmes ayant de jeunes enfants. Après ce décret, 785 femmes enceintes et 706 femmes avec de jeunes enfants hors du camp furent relâchées. Au total, 2886 femmes ont été libérées.

## Républicains espagnols
Selon David Wingeate Pike, le nom de Karaganda est devenu « le symbole de la souffrance et de la désillusion pour de nombreux antifascistes espagnols qui arrivèrent en Union Soviétique à la fin de la guerre civile ». À Karaganda furent transférés avant la fin 1942 tous les prisonniers républicains espagnols qui avaient survécu aux différentes prisons et camps d'internement.

## Détenus notables
- Arkadi Belinkov, (1921–1970), auteur
- Alexander Grigoriev, (1891–1961), peintre
- Alexandre Tchijevski, (1897–1964), scientifique
- Margarete Buber-Neumann (1901–1989), écrivain et journaliste allemande
- Alexandre Soljenitsyne, (1918–2008), écrivain et dissident
- Paraska Plytka-Horytsvit, artiste et écrivaine ukrainienne

## Culture populaire
- La chanson Karaganda (camp 99) d’Hubert-Félix Thiéfaine, dans son album Stratégie de l'inespoir (2014), traite de ce camp : « C’est la voix de Staline, c’est le rire de Béria, / […] / C’est le cri des enfants morts à Karaganda »[6],[7].